# Gjergj Koleci
Gjergj Koleci też jako: Giorgio Koletsi (ur. 28 stycznia 1868 we wsi Kallmet k. Lezhy, zm. 2 stycznia 1928) – albański duchowny katolicki i polityk, biskup, ordynariusz diecezji Sapa, minister spraw zagranicznych w 1925.

## Życiorys
Po ukończeniu nauki w szkole średniej w Szkodrze wyjechał na studia teologiczne do Rzymu. 1 listopada 1890 został wyświęcony na księdza. Po święceniach kapłańskich powrócił do kraju i pracował w parafiach Kalivar i Qafëmali w kraju Mirdytów, a także jako sekretarz opata Prenka Doçiego. W 1910 organizował oddział, który wziął udział w powstaniu antyosmańskim. 10 grudnia 1911 w katedrze w Szkodrze uzyskał sakrę biskupią i otrzymał godność ordynariusza diecezji Sapa. 
W 1920 zasiadał w Senacie jako przedstawiciel Szkodry, był związany ze stowarzyszeniem Bashkimi (Jedność). 6 stycznia 1925 po objęciu władzy przez Ahmeda Zogu otrzymał funkcję ministra spraw zagranicznych, ale nie podjął obowiązków ministra (zastępował go Myfit Libohova).